# Díptico de Jan du Cellier

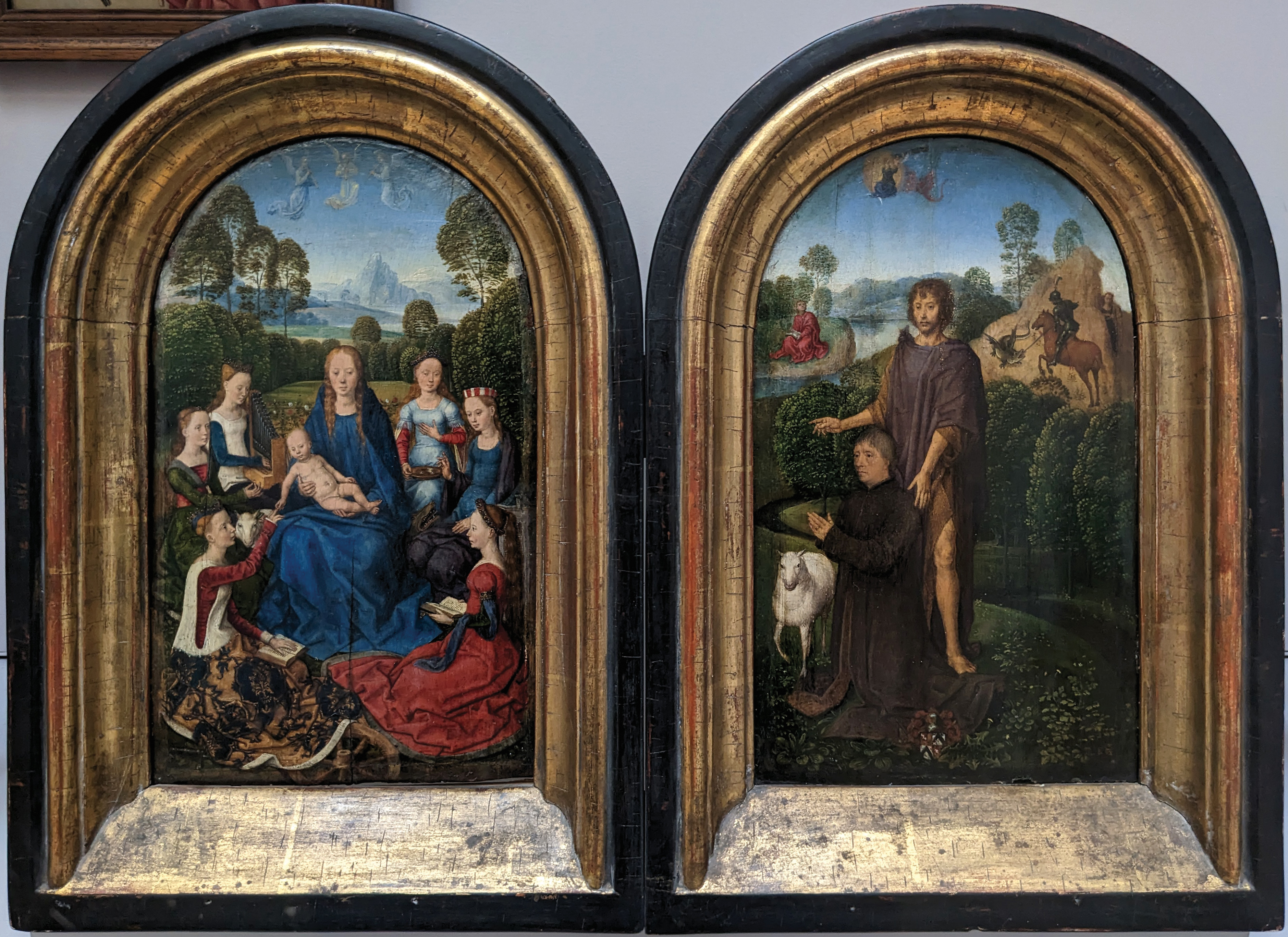
Díptico de Jan du Cellier, Museo del Louvre, París.

El Díptico de Jan du Cellier o Díptico de Jean du Cellier es un pequeño díptico devocional, de 25 cm x 15 cm cada tabla, pintado hacia 1484-85 por el maestro del primitivo flamenco Hans Memling.
Fue un encargo de Jan du Cellier, mercader de especias y hierbas, que había quedado viudo poco antes, por eso aparece solo en la tabla de donante. Los paneles tienen forma arqueada o de medio punto en la parte superior.
En el panel derecho aparece Jan arrodillado en oración, con su blasón familiar a los pies y presentado por San Juan Bautista con el Cordero al lado. Detrás de los árboles y un río, San Jorge a caballo mata al dragón ante la princesa libia y al otro lado San Juan Evangelista recibe la visión de Patmos, con la Mujer vestida de sol con la luna a los pies perseguida por la Bestia de siete cabezas en el cielo.
En el panel izquierdo su objeto de veneración, un hortus conclusus con una Virgo inter virgines: la Virgen María con el Niño rodeada de santas vírgenes mártires en un jardín con un rosal, en este contexto símbolo de pureza y castidad, detrás de ellas. Arriba en el cielo, tres ángeles flautistas, abajo sentada a la izquierda Santa Catalina de Alejandría, con la rueda y la espada a sus pies, recibe el anillo del Niño celebrando su matrimonio místico, su figura y ropas son similares a la misma santa en Virgen con el Niño con las santas Catalina y Bárbara (1480) y Bodas Místicas de Santa Catalina (1479).
Tras ella Santa Inés con el cordero a sus pies sostiene el anillo que también será colocado en su dedo, detrás Santa Cecilia toca un órgano portátil; sentadas a la derecha, Santa Bárbara con una diadema y larga coleta hojea un libro de cantos junto a la maqueta de una torre gris, tras ella Santa Margarita con una corona de rosas y el dragón a los pies, detrás se sienta Santa Lucía también con su atributo tradicional, sujeta un platillo con un par de ojos.